# Аль-Араф
Аль-А’ра́ф (араб. الأعراف — Преграды) — седьмая сура Корана. Сура мекканская.  Состоит из 206 аятов.

## Содержание
Сура в основном посвящена раскрытию замысла Аллаха в истории, подобно тому как предыдущая — замыслу Аллаха в природе.
В суре говорится о сотворении первых людей, об Адаме и Еве, поддавшихся искушению шайтана и изгнанных за это из рая, а также о продолжающемся искушении человека, стремящегося к излишествам в одежде и пище.
После этого рассказывается обо всех пророках, ниспосланных человечеству, особенно о Нухе, Худе, Салихе, Луте, Шуайбе и других.
Затем Аллах Всевышний говорит о Мусе и Фараоне, и критикует иудеев за национализм. Ислам ниспослан ко всем народам, а не только к арабам.
В конце суры приводится пример человека, перед которым открывается прямой путь к благочестию, но он отвергает его и остаётся в заблуждении, соблазнённый шайтаном, а также говорится о том, какое наказание его ожидает за это. Затем разъясняется, как нужно обращаться к Аллаху и к его Истине, которую доставил пророк Мухаммед.

 Алиф. Лам. Мим. Сад. ۝ Тебе ниспослано Писание, которое не должно сжимать твою грудь, дабы ты увещевал им и наставлял верующих. ۝ Следуйте за тем, что ниспослано вам от вашего Господа, и не следуйте за иными помощниками, помимо Него. Как же мало вы поминаете назидание! ۝ Сколько же селений Мы погубили! Наше наказание поражало их ночью или во время полуденного отдыха. ۝ А когда Наше наказание поражало их, они лишь говорили: «Воистину, мы были несправедливы!» ۝ Мы непременно спросим тех, к кому были отправлены посланники, и непременно спросим самих посланников. ۝ Мы непременно расскажем им об их деяниях на основании знания. Мы никогда не отсутствовали. ۝
—  7:1—7 (Кулиев)